# Bahnstrecke Vitoria–Estella
| Empfangsgebäude des Bahnhofs Estella |                     |                                         |                                         |
| Streckenlänge: | 69 km               |                                         |                                         |
| Spurweite: | 1000 mm (Meterspur) |                                         |                                         |
| Zweigleisigkeit: | nein                |                                         |                                         |
| |                     |                                         |                                         |
| Verlauf |                     |                                         |                                         |
| \| \| 0 \| Vitoria-Norte \| Vitoria-Norte \| \| \| \| von der Bahnstrecke Vitoria–Vergara \| \| \| \| \| Olárizu \| \| \| \| \| Übergang zur Bahnstrecke Madrid–Hendaye \| \| \| \| \| Otazu \| \| \| \| \| Aberásturi \| \| \| \| \| Andollu \| \| \| \| \| \| \| \| \| \| Estíbaliz \| \| \| \| \| Trocónniz-Tunnel \| \| \| \| \| Trocónniz \| \| \| \| \| Gauna \| \| \| \| \| Erenchun \| \| \| \| \| \| \| \| \| \| Ullíbarri-Jáureg \| \| \| \| \| Laminoria-Tunnel (2200 m) \| \| \| \| \| Laminoria \| \| \| \| \| Cicujano \| \| \| \| \| \| \| \| \| \| Maestu \| \| \| \| \| Laorza-Tunnel \| \| \| \| \| Berrón (Brücke von Peña Salada) \| \| \| \| \| Berrón (Atáuri-Viadukt) \| \| \| \| \| Atáuri-Tunnel \| \| \| \| \| Atáuri \| \| \| \| \| Berrón (Brücke von San Saturnino) \| \| \| \| \| Fuenfría-Tunnel \| \| \| \| \| Antoñana \| \| \| \| \| Fresnedo \| \| \| \| \| Ega (Tarifa-Brücke) \| \| \| \| \| Santa Cruz de Campezo \| \| \| \| \| Ega (Santa-Cristina-Brücke) \| \| \| \| \| Orradicho \| \| \| \| \| Grenze Baskenland / Navarra \| \| \| \| \| Zúñiga \| \| \| \| \| Ega (Puentarrón/Arquijas-Viadukt) \| \| \| \| \| Arquijas-Tunnel (1245 m) \| \| \| \| \| Acedo-Los Arcos \| \| \| \| \| Ega (Secón-Überführung) \| \| \| \| \| Granada-Tunnel \| \| \| \| \| Ancín \| \| \| \| \| Mendilibarri \| \| \| \| \| Murieta \| \| \| \| \| Zufia \| \| \| \| \| Zubielqui \| \| \| \| \| \| \| \| \| \| Zubielqui-Tunnel \| \| \| \| \| Ega \| \| \| \| 69 \| Estella \| Estella \| |                     |                                         |                                         |
| Kopfbahnhof Streckenanfang (Strecke außer Betrieb) | 0                   | Vitoria-Norte                           | Vitoria-Norte                           |
| Abzweig geradeaus und von links (Strecke außer Betrieb) |                     | von der Bahnstrecke Vitoria–Vergara     | von der Bahnstrecke Vitoria–Vergara     |
| Bahnhof (Strecke außer Betrieb) |                     | Olárizu                                 | Olárizu                                 |
| Strecke (außer Betrieb) |                     | Übergang zur Bahnstrecke Madrid–Hendaye | Übergang zur Bahnstrecke Madrid–Hendaye |
| Bahnhof (Strecke außer Betrieb) |                     | Otazu                                   | Otazu                                   |
| Bahnhof (Strecke außer Betrieb) |                     | Aberásturi                              | Aberásturi                              |
| Bahnhof (Strecke außer Betrieb) |                     | Andollu                                 | Andollu                                 |
| Abzweig geradeaus und nach links (Strecke außer Betrieb) · Strecke von rechts (außer Betrieb) |                     |                                         |                                         |
| Strecke (außer Betrieb) · Kopfbahnhof Streckenende (Strecke außer Betrieb) |                     | Estíbaliz                               | Estíbaliz                               |
| Tunnel (Strecke außer Betrieb) |                     | Trocónniz-Tunnel                        | Trocónniz-Tunnel                        |
| Bahnhof (Strecke außer Betrieb) |                     | Trocónniz                               | Trocónniz                               |
| Bahnhof (Strecke außer Betrieb) |                     | Gauna                                   | Gauna                                   |
| Bahnhof (Strecke außer Betrieb) |                     | Erenchun                                | Erenchun                                |
| Tunnel (Strecke außer Betrieb) |                     |                                         |                                         |
| Bahnhof (Strecke außer Betrieb) |                     | Ullíbarri-Jáureg                        | Ullíbarri-Jáureg                        |
| Tunnel (Strecke außer Betrieb) |                     | Laminoria-Tunnel (2200 m)               | Laminoria-Tunnel (2200 m)               |
| Bahnhof (Strecke außer Betrieb) |                     | Laminoria                               | Laminoria                               |
| Bahnhof (Strecke außer Betrieb) |                     | Cicujano                                | Cicujano                                |
| Tunnel (Strecke außer Betrieb) |                     |                                         |                                         |
| Bahnhof (Strecke außer Betrieb) |                     | Maestu                                  | Maestu                                  |
| Tunnel (Strecke außer Betrieb) |                     | Laorza-Tunnel                           | Laorza-Tunnel                           |
| Brücke über Wasserlauf (Strecke außer Betrieb) |                     | Berrón (Brücke von Peña Salada)         | Berrón (Brücke von Peña Salada)         |
| Brücke über Wasserlauf (Strecke außer Betrieb) |                     | Berrón (Atáuri-Viadukt)                 | Berrón (Atáuri-Viadukt)                 |
| Tunnel (Strecke außer Betrieb) |                     | Atáuri-Tunnel                           | Atáuri-Tunnel                           |
| Bahnhof (Strecke außer Betrieb) |                     | Atáuri                                  | Atáuri                                  |
| Brücke über Wasserlauf (Strecke außer Betrieb) |                     | Berrón (Brücke von San Saturnino)       | Berrón (Brücke von San Saturnino)       |
| Tunnel (Strecke außer Betrieb) |                     | Fuenfría-Tunnel                         | Fuenfría-Tunnel                         |
| Bahnhof (Strecke außer Betrieb) |                     | Antoñana                                | Antoñana                                |
| Bahnhof (Strecke außer Betrieb) |                     | Fresnedo                                | Fresnedo                                |
| Brücke über Wasserlauf (Strecke außer Betrieb) |                     | Ega (Tarifa-Brücke)                     | Ega (Tarifa-Brücke)                     |
| Bahnhof (Strecke außer Betrieb) |                     | Santa Cruz de Campezo                   | Santa Cruz de Campezo                   |
| Brücke über Wasserlauf (Strecke außer Betrieb) |                     | Ega (Santa-Cristina-Brücke)             | Ega (Santa-Cristina-Brücke)             |
| Brücke über Wasserlauf (Strecke außer Betrieb) |                     | Orradicho                               | Orradicho                               |
| Grenze (Strecke außer Betrieb) |                     | Grenze Baskenland / Navarra             | Grenze Baskenland / Navarra             |
| Bahnhof (Strecke außer Betrieb) |                     | Zúñiga                                  | Zúñiga                                  |
| Brücke über Wasserlauf (Strecke außer Betrieb) |                     | Ega (Puentarrón/Arquijas-Viadukt)       | Ega (Puentarrón/Arquijas-Viadukt)       |
| Tunnel (Strecke außer Betrieb) |                     | Arquijas-Tunnel (1245 m)                | Arquijas-Tunnel (1245 m)                |
| Bahnhof (Strecke außer Betrieb) |                     | Acedo-Los Arcos                         | Acedo-Los Arcos                         |
| Brücke über Wasserlauf (Strecke außer Betrieb) |                     | Ega (Secón-Überführung)                 | Ega (Secón-Überführung)                 |
| Tunnel (Strecke außer Betrieb) |                     | Granada-Tunnel                          | Granada-Tunnel                          |
| Bahnhof (Strecke außer Betrieb) |                     | Ancín                                   | Ancín                                   |
| Bahnhof (Strecke außer Betrieb) |                     | Mendilibarri                            | Mendilibarri                            |
| Bahnhof (Strecke außer Betrieb) |                     | Murieta                                 | Murieta                                 |
| Haltepunkt / Haltestelle (Strecke außer Betrieb) |                     | Zufia                                   | Zufia                                   |
| Bahnhof (Strecke außer Betrieb) |                     | Zubielqui                               | Zubielqui                               |
| |                     |                                         |                                         |
| Tunnel (Strecke außer Betrieb) |                     | Zubielqui-Tunnel                        | Zubielqui-Tunnel                        |
| Brücke über Wasserlauf (Strecke außer Betrieb) |                     | Ega                                     | Ega                                     |
| Kopfbahnhof Streckenende (Strecke außer Betrieb) | 69                  | Estella                                 | Estella                                 |

Die Bahnstrecke Vitoria–Estella war eine schmalspurige Eisenbahnstrecke zwischen Vitoria-Gasteiz in der Autonomen Gemeinschaft Baskenland und Estella-Lizarra in Navarra, in Spanien.

## Geschichte
Zwischen 1920 und 1927 wurde die Strecke vom Staat gebaut und am 23. September 1927 eingeweiht. Der für das Projekt verantwortliche Ingenieur war Alejandro Mendizabal Peña. Den Betrieb führte die Ferrocarril Vasco-Navarro. Die Strecke wurde 1967 stillgelegt.

## Strecke

### Technische Parameter
Die Strecke war 69 km lang und in Meterspur errichtet. 

### Strecke und Bahnhöfe

#### Vitoria-Norte
Der Bahnhof Vitoria-Norte war einer von zwei Bahnhöfen in Vitoria-Gasteiz und Ausgangspunkt für die Strecke nach Estella-Lizarra.

#### Olárizu
Der Bahnhof Olárizu war ein größerer Bahnhof, da er sowohl von der Ferrocarril Vasco-Navarro als auch von den breitspurigen Zügen der RENFE angefahren wurde. Güter wurden hier umgeladen. So gab es neben dem Empfangsgebäude eine Güterhalle, ein Wohngebäude und eine Fahrzeughalle. Nach der Stilllegung sind alle Gebäude außer der Fahrzeughalle verloren gegangen. 

#### Otazu
Im Bahnhof Otazu ist das bauliche Ensemble vollständig erhalten, die Gebäude wurden wiederhergestellt und dienen heute unterschiedlichen Zwecken.

#### Aberásturi
Auch im Bahnhof Aberásturi ist das bauliche Ensemble vollständig erhalten und die Gebäude wurden wiederhergestellt und dienen heute unterschiedlichen Zwecken.

#### Andollu
Andollu war der Ausgangspunkt für den Abzweig einer Stichstrecke nach Estíbaliz. In Andollu ist das bauliche Ensemble vollständig erhalten, in Estíbaliz steht dagegen nur noch eine Ruine.

#### Trocóniz

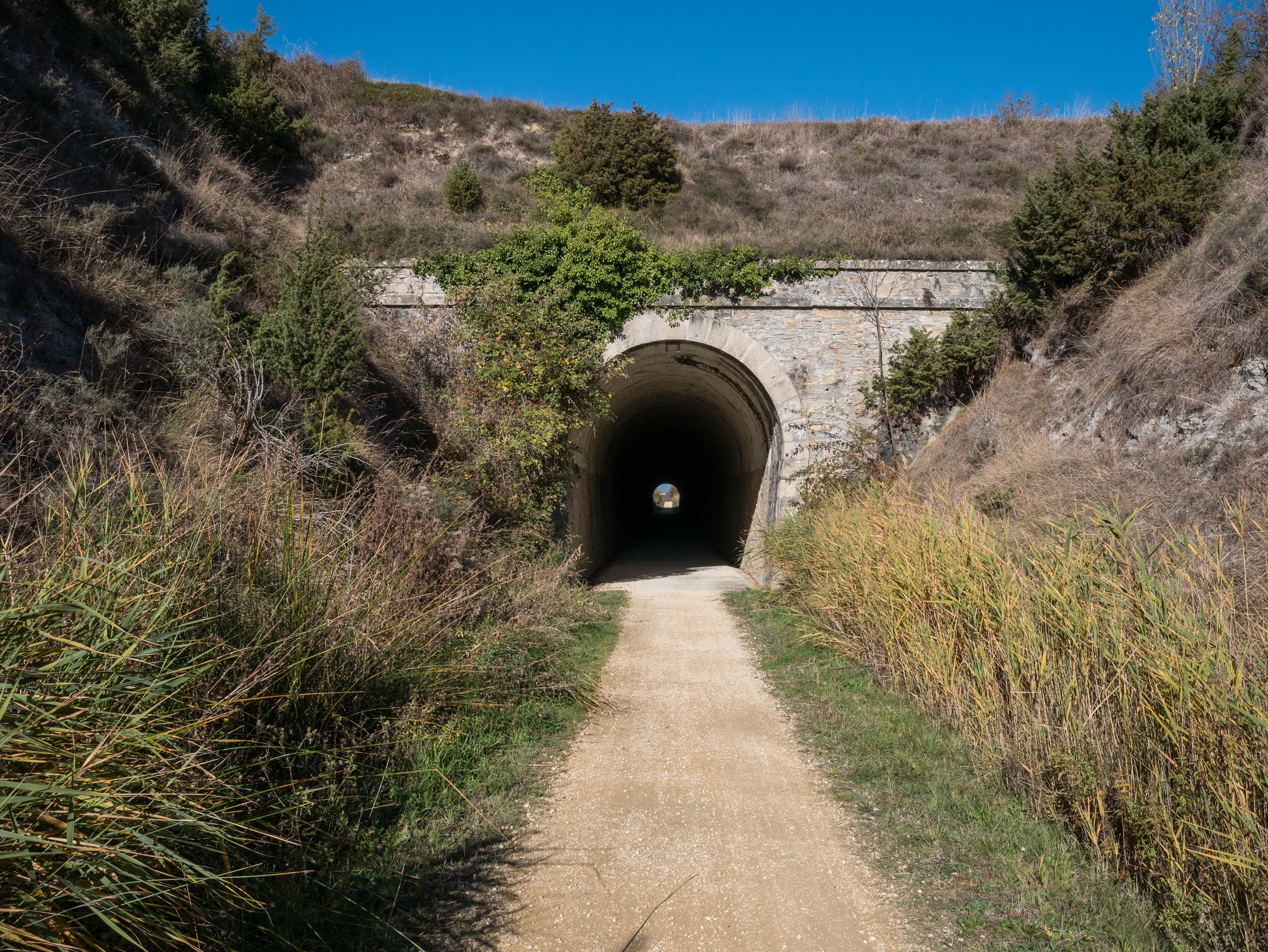
Tunnel von Trocóniz

Zum Bahnhof Trocónniz gehörte ein Wohnhaus, das nach der Streckenstilllegung in eine Schule umgenutzt wurde.

#### Gauna
Vom ehemaligen Bahnhof Gauna sind bauliche Überreste nicht erhalten.

#### Erenchun
Auch vom ehemaligen Bahnhof Erenchun sind bauliche Überreste nicht erhalten.

#### Ullíbarri-Jáureg
In Ullíbarri-Jáureg gab es auch ein bahneigenes Umspannwerk. Es ist ebenso wie die übrigen baulichen Anlagen des Bahnhofs nicht erhalten. Hinter dem Bahnhof liegt der Laminoria-Tunnel. Der Laminoria-Tunnel ist 2.200 m lang und der längste der Strecke. Er durchquert die Sierra de Andía, die das Zadorra-Becken vom Ega-Becken trennt. Der Bau des Tunnels dauerte zwei Jahre. Die Eisenbahntrasse beginnt nun zu steigen. Es folgen der Trocóniz-Tunnel und der Tunnel von Huecomadura.

#### Laminoria
Der Bahnhof Laminoria gewann im Laufe der Zeit durch zunehmenden Bergbau, der seine Produkte mit der Bahn abfuhr, an Bedeutung.

#### Cicujano

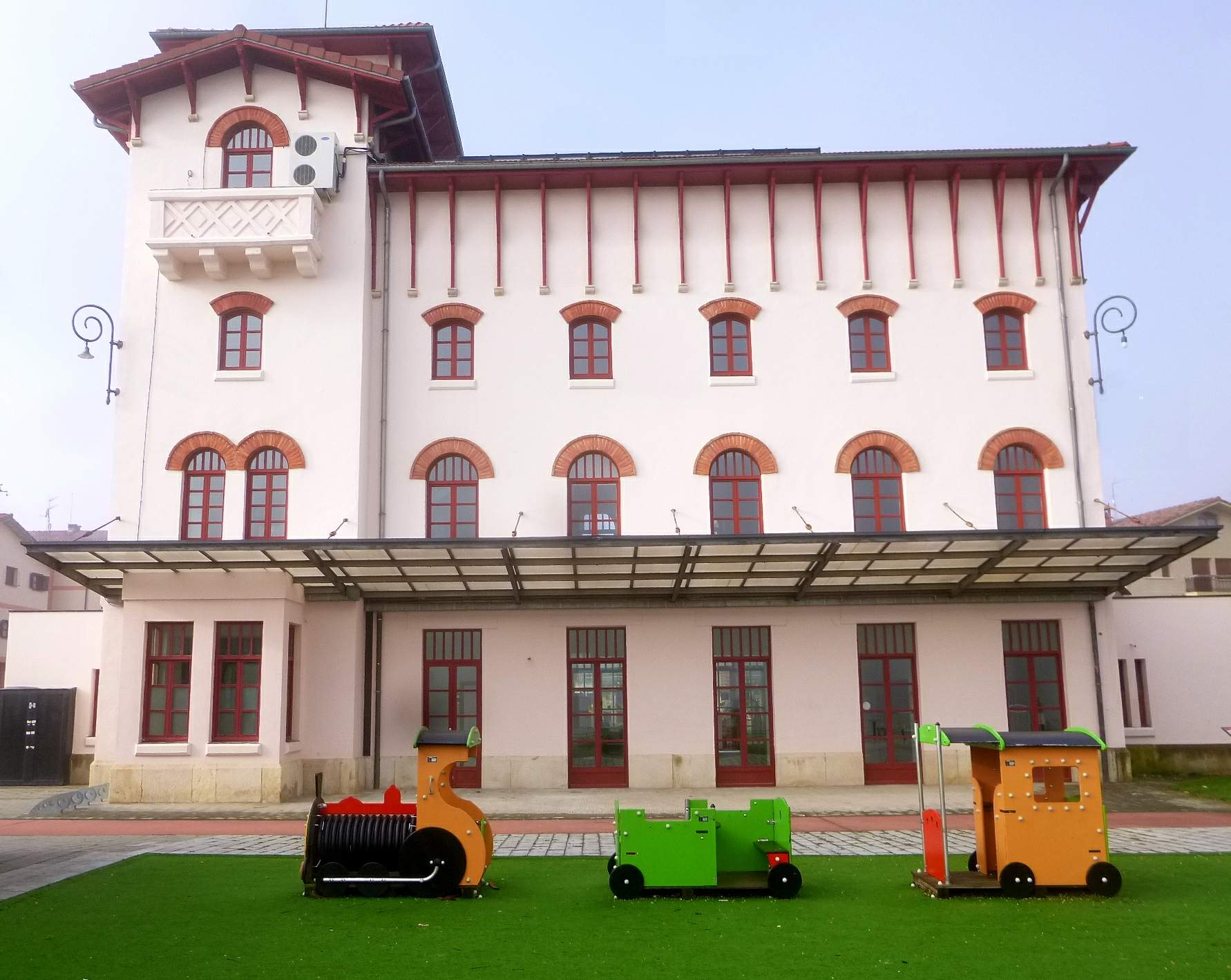
Ehemaliges Empfangsgebäude von Cicujano, heute: Rathaus

Das Empfangsgebäude von Cicujano ist dreistöckig mit einem Turm und dient heute als Rathaus des Valle de Arraia.

#### Maestu
Bei Maestu quert die Strecke die Wasserscheide und es  geht hinunter ins Ega-Tal. In der Nähe von Maestu befindet sich der Laorza-Tunnel.

#### Atauri
Die Strecke quert den Fluss Berrón über die Brücke von Peña Salada und etwas weiter mit dem Atáuri-Viadukt, das aus sieben Bögen besteht. Es folgt der gleichnamige Tunnel und das Dorf Atáuri. Dessen Bahnhof liegt in der Nähe des Tunnelausgangs, das ehemalige Empfangsgebäude ist eine Ruine. Die Trasse quert dann erneut den Fluss Berrón, diesmal über die Brücke von San Saturnino, deren Bau- und Gründungsprobleme eine Verlegung der Strecke erforderlich machten. 

#### Antoñana

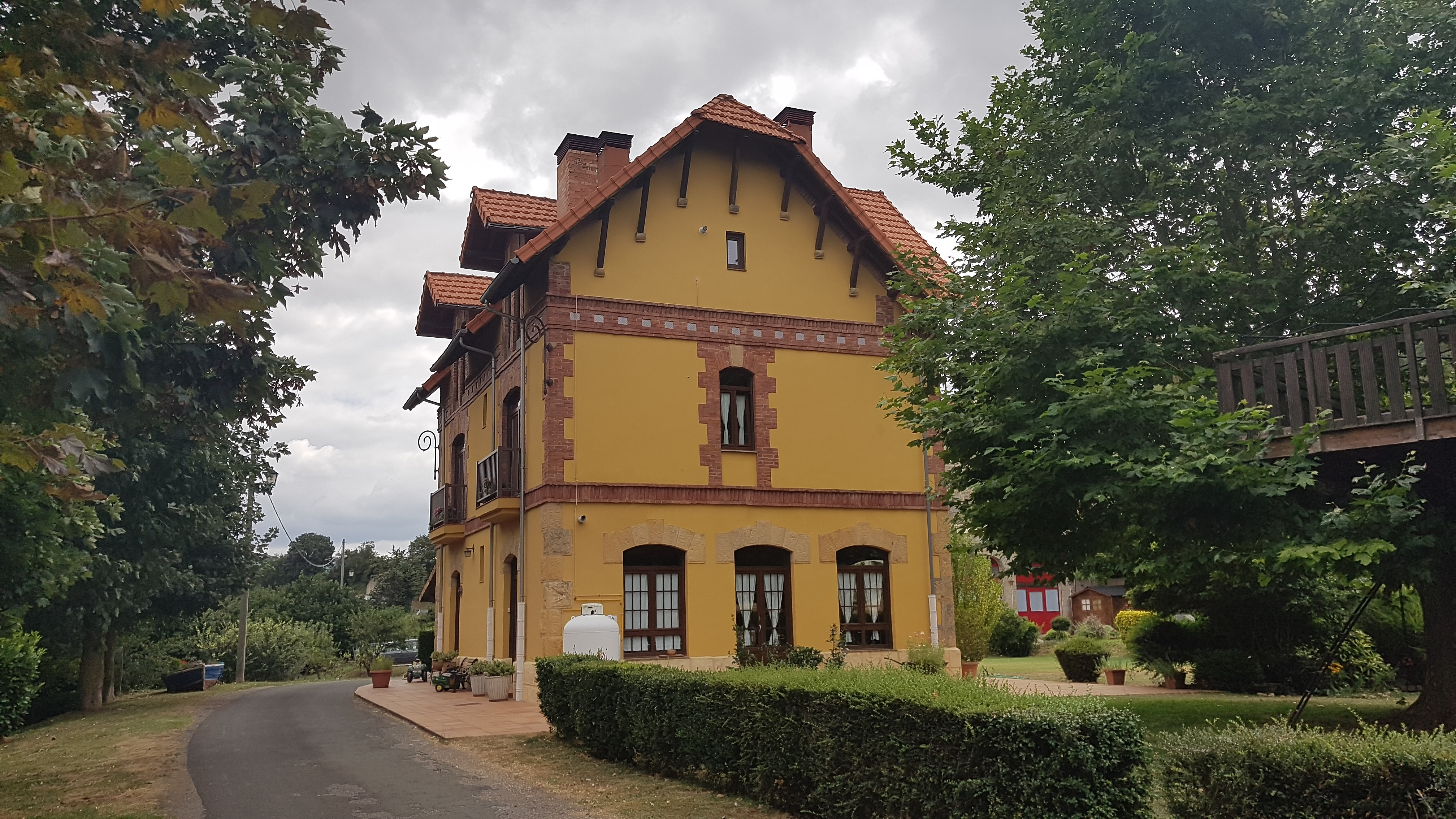
Empfangsgebäude in Antoñana

Dem Tunnel von Fuenfría folgt eine lange Gerade, die in der Stadt Antoñana endet, deren Bahnhof ein zweites, bahneigenes Umspannwerk besaß.

#### Fresnedo
Zwei Kilometer nach dem Bahnhof Fresnedo querte die Strecke die Ega mit der Tarifa-Brücke erneut.

#### Santa Cruz de Campezo
Die Strecke führte weiter nach Santa Cruz de Campezo und überquerte den Fluss Ega über die 10 Meter hohe und fünfbogige Brücke von Santa Cristina. Santa Cruz de Campezo war ein großer Bahnhof. Hier befand sich ein Bahnbetriebswerk. Das Empfangsgebäude war eine Dreiflügelanlage, es gab zwei Laderampen, eine überdacht und eine unbedeckt, Abstellhallen für Fahrzeuge und Unterkünfte für das Personal. Von diesem Komplex ist nur noch eine Abstellhalle erhalten, nachdem acht Möglichkeiten zur Nachnutzung der übrigen Gebäude geprüft, aber verworfen worden waren.

#### Zúñiga

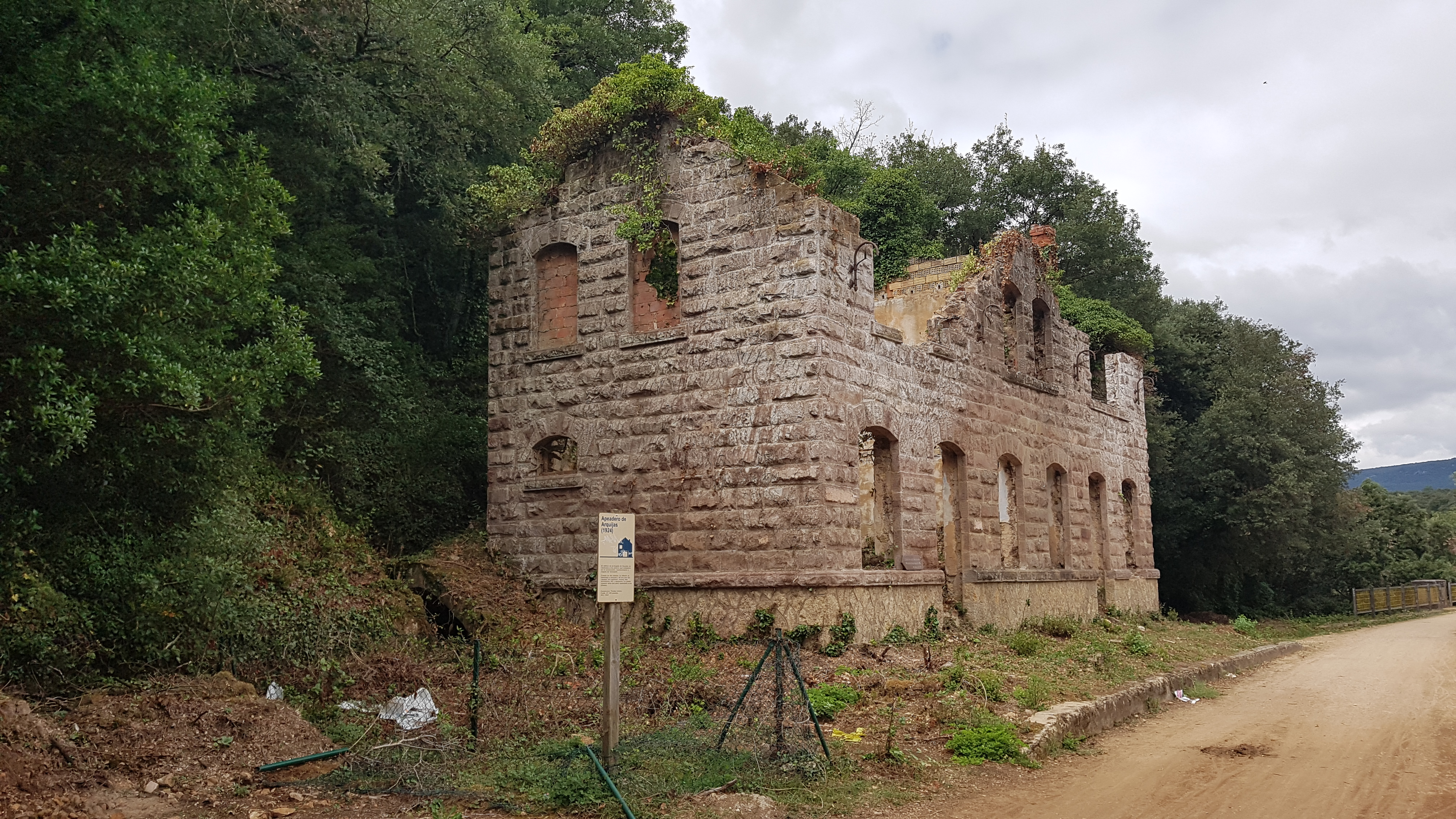
Empfangsgebäude in Zuñiga

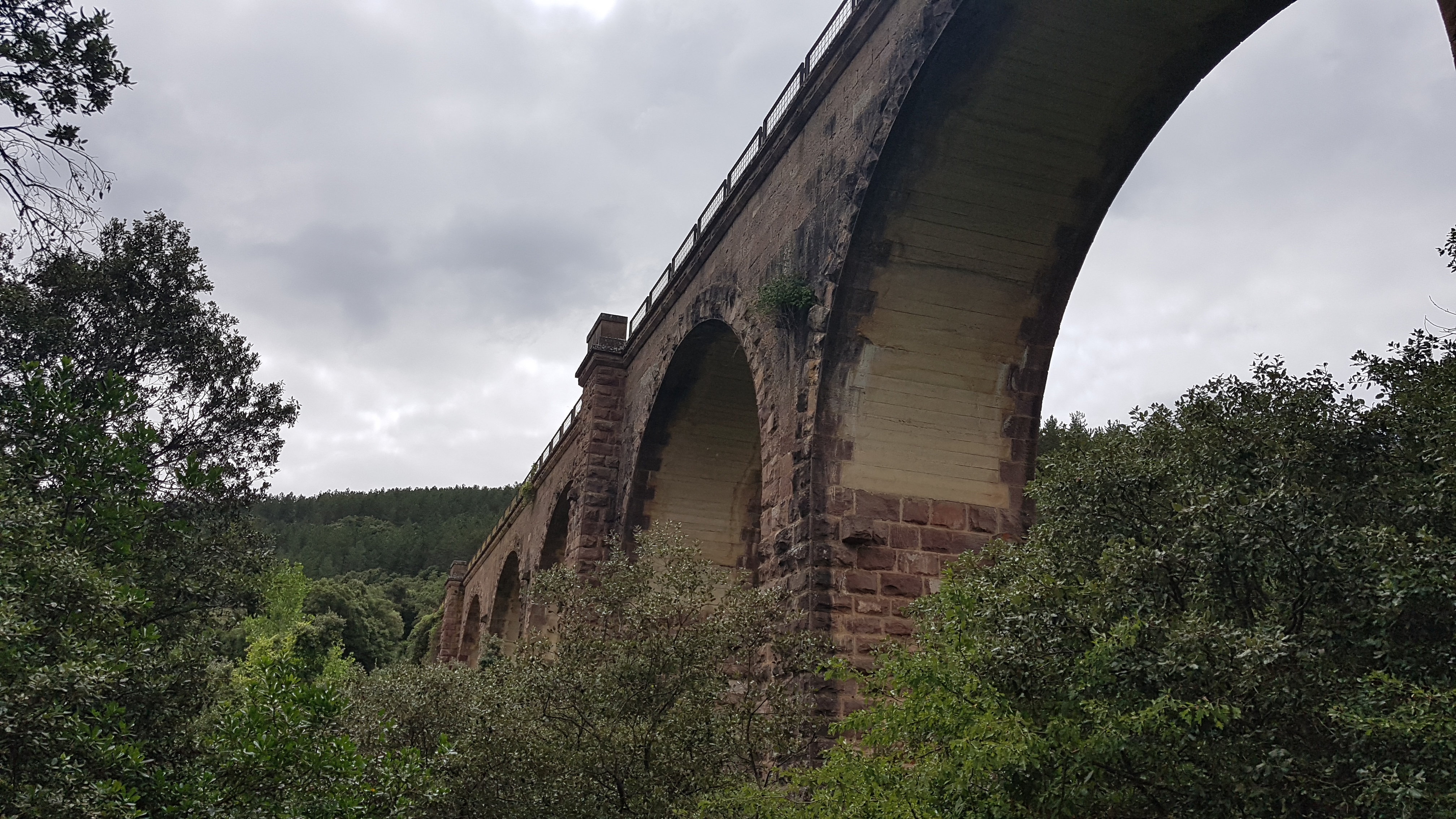
Puentarrón / Arquijas-Viadukt über die Ega

Nachdem die Strecke den Bach Orradicho überquert hatte, passierten die Züge die Überführung Confín und fuhren damit in Navarra ein. Der erste Bahnhof in Navarra war Zúñiga|. Die Trasse überquerte die Ega zwei Kilometer später wieder, hier auf der größten Brücke der gesamten Strecke, der Puentarrón oder dem Arquijas-Viadukt. Es ist 30 Meter hoch und besteht aus neun Bögen. Gebaut wurde es aus Beton, der mit Stein verkleidet wurde. Es folgt der Tunnel von Arquijas mit einer Länge von 1.245 Metern. Der Ausgang des Tunnels mündet in der Nähe des nächsten Bahnhofs im Freien.

#### Acedo
Vom Bahnhof Acedo-Los Arcos ist das zweistöckige Empfangsgebäude mit zusätzlichem Dachgeschoss erhalten. Hier folgte die Secón-Überführung, der Tunnel von Granada und einige weitere Überführungen.

#### Ancín
Im Bahnhof Ancín stand neben dem Empfangsgebäude das dritte Umspannwerk der Strecke. Alle Bahnhofsgebäude sind erhalten, das Empfangsgebäude dient heute als Rathaus und die ehemalige Betriebszentrale als Dienstleistungsgebäude für die kommunalen Schwimmbäder. 

#### Mendilibarri
Zu dem ehemaligen Bahnhof Mendilibarri (auch: Granada) liegen keine näheren Informationen vor.

#### Murieta

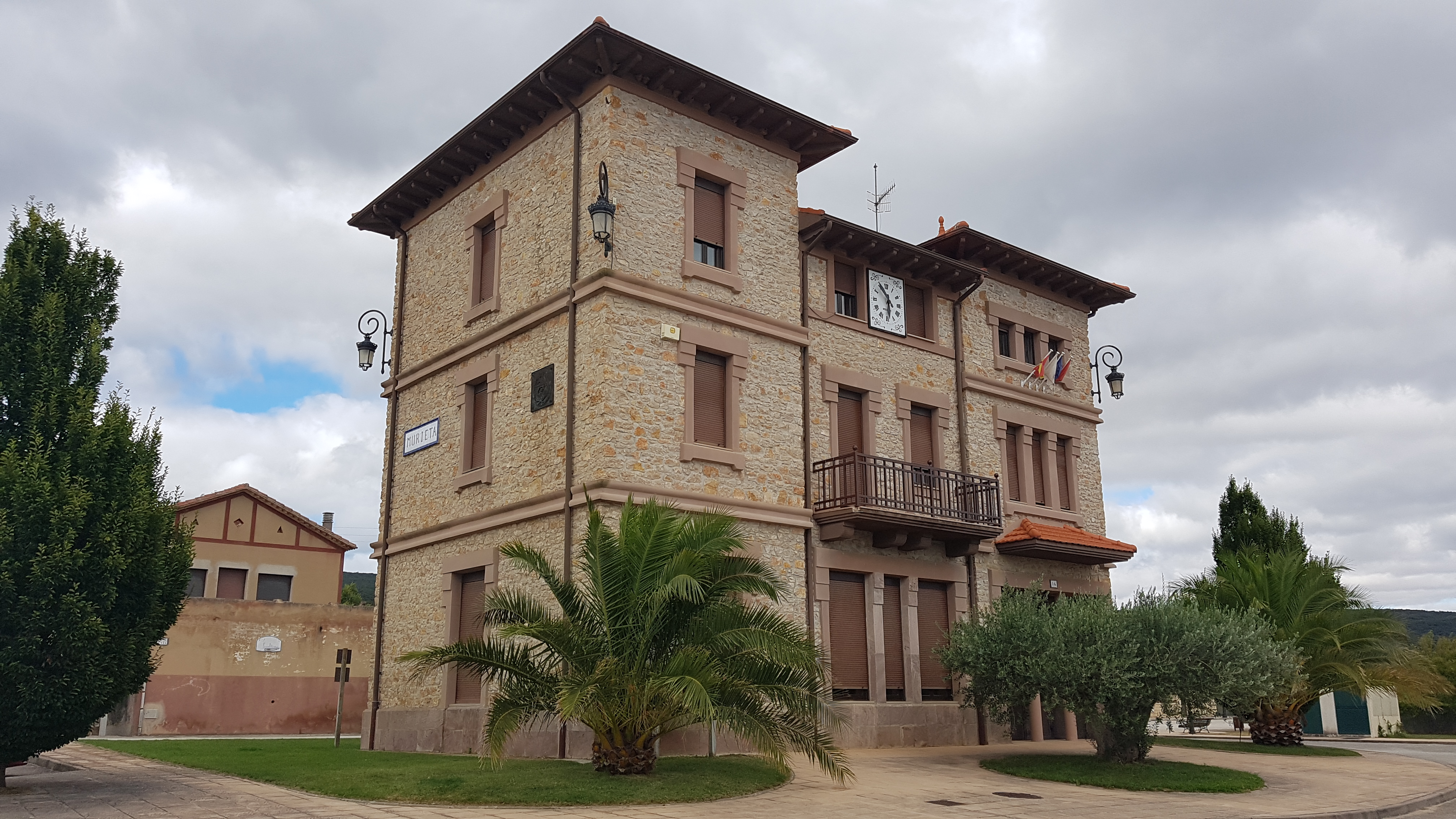
Ehemaliges Empfangsgebäude des Bahnhofs Murieta, heute: Rathaus

Das Empfangsgebäude des Bahnhofs Murieta ist dreigeschossig mit einem achteckigen Turm. Es wurde nach Schließung der Strecke zum Rathaus umgenutzt.

#### Zufia
Zu diesem Haltepunkt liegen keine näheren Informationen vor.

#### Zubielqui
Zubielqui war der letzte Bahnhof vor Estella, gefolgt von einer Brücke und dem gleichnamigen Tunnel. Die Trasse überquert auf der Brücke von Los Llanos ein letztes Mal die Ega.

#### Estella
Das Empfangsgebäude des Bahnhofs von Estella ist ein prächtiges neoromanisches Gebäude. Die Bahnhofsanlage wurde von Laderampen und Abstellanlagen komplettiert. Das Empfangsgebäude ist das einzige, was in Estella von den Eisenbahnanlagen erhalten blieb. Es wird heute als Busbahnhof, für kommunale Ämter und die Touristen-Information nachgenutzt.

### Architektur
Die Empfangsgebäude an der Strecke, die ebenfalls von Alejandro Mendizabal Peña entworfen wurden, zeichnen sich durch einen eklektischen Stil aus, der auch aus lokalen und historistischen Elementen schöpft. Bei den Empfangsgebäuden von Vitoria-Norte, Otazu, Aberasturi, Andollu, Trocóniz, Erenchun, Gauna, Laminoria und Antoñana erinnert die Architektur an englische, bürgerliche Villen. Sie haben Satteldächer, sind mit flachen Ziegeln gedeckt und haben große Traufen. Die Wände sind verputzt, die Stürze der Fenster und Türen mit Quadersteinen eingefasst. Jedes der Empfangsgebäude ist aber ganz individuell gestaltet. Die Bahnhöfe von Olárizu, Maeztu und Santa Cruz de Campezo ähneln Landhäusern. Die Dächer haben eine gering Neigung, sind mit Mönch und Nonne gedeckt, ebenfalls mit großen Traufen. Die Türen und Fenster sind mit Bögen gestaltet und ein oder zwei Türme angefügt.